# James Reuter

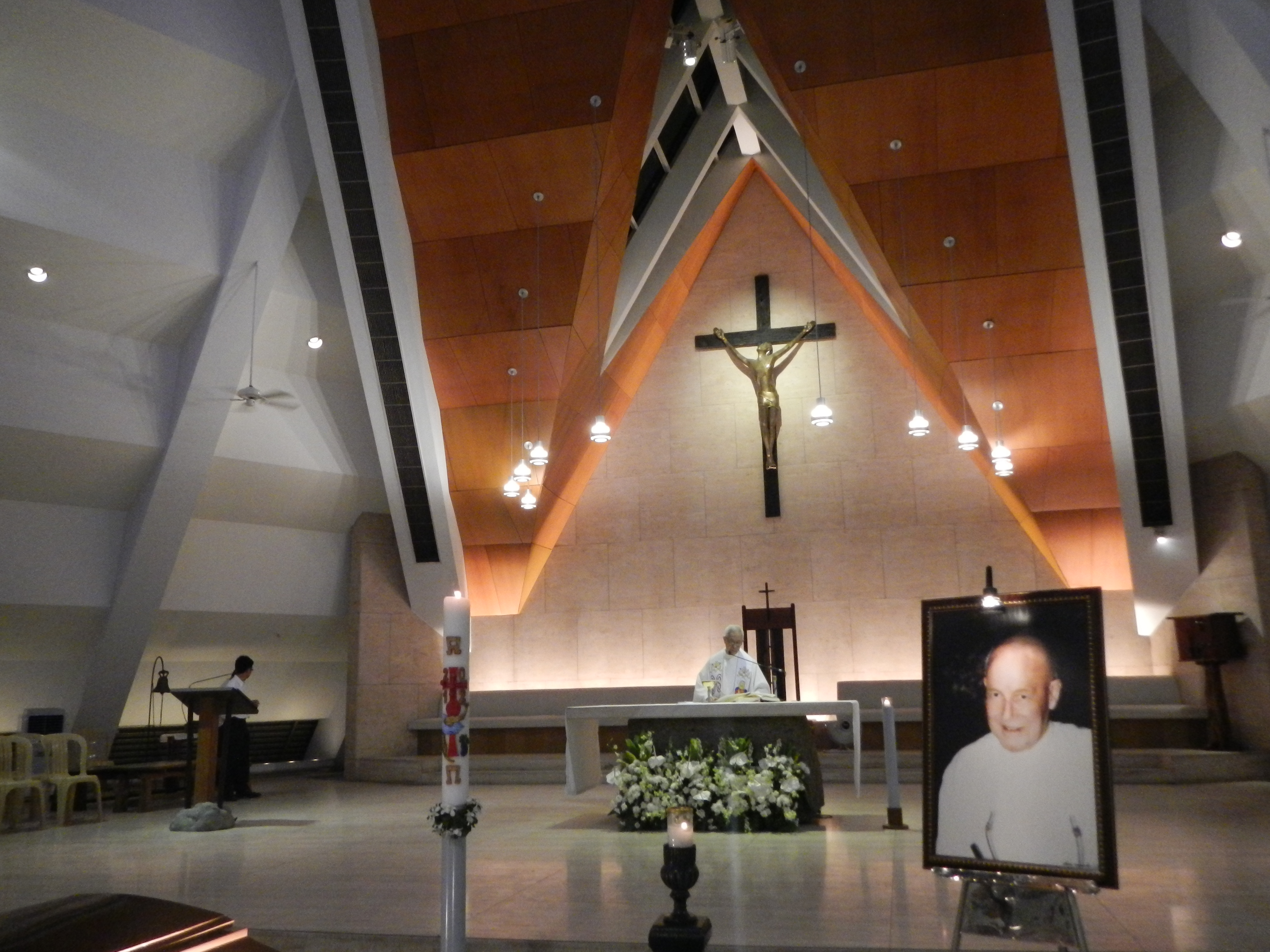
Uitvaart van James Bertram Reuter (4 januari 2013)

James Bertram Reuter (New Jersey, 21 mei 1916 – Parañaque, 31 december 2012) was een Amerikaanse jezuïtische priester. Hij werkte meer dan zeventig jaar in de Filipijnen. Voor zijn werk ontving hij onder meer een Ramon Magsaysay Award en kreeg hij in 1996 door het Filipijns Congres het Filipijns staatsburgerschap toegekend.

## Biografie
Reuter werd geboren in de Amerikaanse staat New Jersey. Hij vertrok in 1938 als jezuïtisch missionaris naar de Filipijnen, waar hij in eerste instantie Filosofie studeerde in Novaliches en Baguio. Hij doceerde voor de uitbraak van de Tweede Wereldoorlog aan de Ateneo de Manila. Tijdens de oorlog werd hij met andere jezuïeten door de Japanners in een gevangenkamp in Los Baños opgesloten.
Na de oorlog keerde hij tijdelijk terug naar zijn geboorteland voor een theologiestudie aan Georgetown University. In 1946 werd hij in Woodstock tot jezuïtisch priester gewijd. Ook studeerde hij nog een jaar radio en televisie aan de Fordham University in New York. In 1948 keerde hij terug naar de Filipijnen, waar hij ging doceren op het Ateneo de Naga. Ook zette hij Family Theater Productions
op. Met behulp van Filipijnse acteurs en actrices produceerde Family Theater Productions familiesoaps op de radio en vanaf 1953 ook op de televisie waarin het bidden van de rozenkrans werd gedramatiseerd. Family Theater werd tot het uitroepen van de staat van beleg in 1972 op televisie uitgezonden.
Reuter speelde een belangrijke rol in de EDSA-revolutie van februari 1986, toen vele honderdduizenden mensen in opstand kwamen tegen de dictatoriaal regerende Filipijnse president Ferdinand Marcos. Nadat de troepen van Marcos de zender van het katholieke radiostation Veritas beschadigd hadden belde kardinaal Jaime Sin met Reuter voor vervanging. Hij zette daarop Radyo Bandido op, waardoor radioluisteraars in de Filipijnen in staat waren om het nieuws rond de vier dagen durende revolutie te volgen.
Reuter was 39 jaar voorzitter (Executive Secretary) van de Commissie voor Sociale Communicatie en Massa Media van de Filipijnse bisschoppenconferentie tot hij in 2009 stopte. Voor zijn werk als priester in de Filipijnen en met name zijn inzet op het gebied van de massamedia ontving Reuter diverse onderscheidingen. Zo werd hij in 1981 door Paus Johannes Paulus II onderscheiden met een Pro Ecclesia et Pontifice, pauselijke onderscheiding voor uitzonderlijke diensten. In 1989 kreeg hij een Ramon Magsaysay Award voor journalistiek. In 1996 kende het Filipijns Congres middels een unanieme stemming hem het staatsburgerschap van de Filipijnen toe en in 2011 kreeg hij van president Benigno Aquino III de Legioen van Eer met de hoogste rang van Chief Commander.
De laatste drie jaar van zijn leven verbleef hij in het Our of Lady of Peace Hospital in Parañaque. Daar overleed hij op 96-jarige leeftijd. Hij werd begraven in het Sacred Heart Novitiate in Novaliches, Quezon City.